# 川代站
川代站（日语：／ Kawadai eki */?）是位於青森縣陸奧市大字關根字川代，下北交通的大畑線車站（廢站）。

## 歷史
- 1939年（昭和14年）12月6日 - 車站啟用[1]。
- 1961年（昭和36年）2月 - 此站由大湊站管理。
- 1972年（昭和47年）3月15日 - 結束處理貨物[2]。此站成為無人車站[3]。
- 1985年（昭和60年）7月1日 - 下北交通繼承國鐵大畑線[1]。
- 2001年（平成13年）4月1日 - 下北交通大畑站全線廢除，此站也廢除。

## 車站構造
截至車站廢除前，此站是地面車站，設有1面1線的單式月台。此站曾經設有列車交會設備和貨物起卸業務。

## 車站周邊
- 青森縣道275號川代停車場線（日语：青森県道275号川代停車場線）
  - 國道279號

## 現況
現時還有車站月台的遺蹟。而連接車站的青森縣道275號川代停車場線還存在，未有取消縣道登記。

## 相鄰車站
下北交通
大畑線
陸奧關根－川代－正津川

## 注腳
1. 1 2 3  石野哲（編）. . JTB. 1998: 511. ISBN 978-4-533-02980-6 （日语）.
2. ↑  . 官報. 1972-03-15 （日语）.
3. ↑  . 鐵道公報 (日本國有鐵道總裁室文書課). 1972-03-15: 8 （日语）.